# شهرستان الیگنی (مریلند)
شهرستان الیگنی، مریلند (به انگلیسی: Allegany County, Maryland) یک سکونتگاه مسکونی در ایالات متحده آمریکا است که در مریلند واقع شده‌است.